# Муцамуду
Муцамуду је највећи и главни град афричког аутономног острва Анжуан који припада држави Комори која је смештена у западном делу Индијског океана. Са својих 30.000 становника то је други по величини град у Коморију.